# 哈爾伯頓 (紐約州)
哈爾伯頓（英語：Hulberton）是位於美國紐約州奧爾良縣的非建制地區。

## 歷史
哈爾伯頓的郵局自1835年營運至今。

## 地理
哈爾伯頓所處的海拔為高於海平面159米（即522英呎），而該地所採用的時區為UTC-5，即北美东部时区（EST）。同時該地設有夏令時間，為UTC-5調快一小時，即UTC-4（EDT）。